# كاواساكي (كاناغاوا)

خريطة للمدينة

كاواساكي (باليابانية: 川崎市 = Kawasaki-shi، حيث 市 = shi تعني مدينة) هي مدينة في اليابان، تقع جنوبي جزيرة هونشو، وتطل على خليج طوكيو. تتبع إداريا محافظة كاناغاوا، الواقعة بين محافظتي طوكيو ويوكوهاما. يبلغ عدد سكانها حوالي 1.385.003 نسمة (2008).
تقع المدينة في وسط منطقة ذات نسيج عمراني كثيف، يقع فيها ميناء هام وهي قطب اقتصادي ضمن تجمع كييهين الحضري (راجع: طوكيو ويوكوهاما). من أهم الصناعات فيها: الحديد والصلب، بناء السفن، الإنشاءات الميكانيكية، الكيماويات، وتكرير النفط. تأوي المدينة معالم بوذية هامة، من بينها معبد هييغن أو هييغن-جي، والذي شيد في بداية القرن الـ12 للميلاد.
تعرضت كاواساكي لقصف جوي عنيف أثناء الحرب العالمية الثانية،، أعيد بناء أكثرها بعد نهاية الحرب.

## توأمة
لكاواساكي (كاناغاوا) اتفاقيات توأمة مع كل من:
- رييكا
- ناكاشيبيتسو [الإنجليزية]‏
- فوجيمي
- ناها
- بالتيمور
- ولونغونغ
- شفيلد
- سالزبورغ (1992 - )
- لوبيك
- بتشون
- شنيانغ

## أعلام
- يو سانو
- ميتسونوري يابوتا
- كازو شينوهارا
- تادا شيجي هاب
- يوشينوبو مينووا
- شيجيهارو يكي
- نارمي ميورا
- مانابو سايتو
- نوريفومي أبي

## وصلات خارجية
- Kawasaki City official website (باليابانية)
- Kawasaki City official website (بالإنجليزية)